# Talang Buluh (Batanghari Leko)
Talang Buluh is een bestuurslaag in het regentschap Musi Banyuasin van de provincie Zuid-Sumatra, Indonesië. Talang Buluh telt 455 inwoners (volkstelling 2010).